# 24-Stunden-Rennen auf dem Nürburgring 1981

Streckenführung für das 24-Stunden-Rennen bis 1982

Das 10. 24-Stunden-Rennen auf dem Nürburgring fand vom 3. auf den 4. Oktober 1981 auf dem Nürburgring statt.

## Rennergebnis
Nach 1979 und 1980 gewann 1981 zum dritten Mal in Folge ein Fahrzeug der Marke Ford das 24-Stunden-Rennen auf dem Nürburgring. Nachdem in den Vorjahren der Ford Escort RS2000 siegreich war, setzte sich 1981 der Ford Capri 3.0 des Gilden Kölsch Racing Team mit Helmut Döring, Dieter Gartmann und Fritz Müller am Steuer gegen die Konkurrenz durch. Auf Platz zwei kam der Opel Monza 3.0 mit Herbert Herler, Rolf Stommelen und Johann Weisheidinger ins Ziel, der ebenfalls vom Gilden Kölsch Racing Team eingesetzt wurde. Dritter wurde die Mannschaft von Motorentechnik Kolb mit Peter Seikel, Hans-Joachim Nowak und Willi Bergmeister auf einem Audi 80 2,2.
Die Siegermannschaft fuhr 132 Runden und eine Gesamtdistanz von 3151,23 km. Von 147 Fahrzeugen wurden 94 gewertet, ein Fahrzeug wurde disqualifiziert.

## Rennverlauf
Zum Rennen 1981 herrschten am Nürburgring mit Dauerregen und Windstärke acht widrige Bedingungen. Der Capri des Gilden Kölsch Racing Team hatte in der Anfangsphase des Rennens mit Motoraussetzern und einem nicht funktionierenden Scheibenwischer zu kämpfen. Nachdem die Mannschaft von Rang 90 aus eine Aufholjagd gestartet war, setzte sie sich nach 16 Stunden an die Spitze des Feldes und verteidigte diese Position bis Rennende. Vorjahressieger Dieter Selzer fiel mit seinem Ford Escort RS2000 von Ford Berkenkamp Racing nach 15 Runden mit Getriebeschaden aus. Selzer fuhr jedoch zusätzlich auf einem Ford Fiesta, den Berkenkamp für den Renneinsatz mit dem damals im Fiesta noch nicht erhältlichen 1,6 Liter Kentmotor ausgerüstet hatte. Gemeinsam mit Manfred Lauderbach und Gisela Blume erreichte er einen 17. Gesamtrang und einen deutlichen Klassensieg. Ford Berkenkamp bot ein ähnliches Fahrzeug als Fiesta RS 16000 auch mit Straßenzulassung an.

## Streckenführung
Da die heutige Grand-Prix-Strecke am Nürburgring erst 1983 gebaut wurde, fuhr das 24-Stunden-Rennen bis 1982 auf einer ursprünglichen Streckenführung des Nürburgrings. Neben der Nordschleife war dies nur die „Betonschleife“ genannte Start-und-Ziel-Schleife.